# Список национальных парков Исландии
Национальные парки Исландии являются одним из ключевых механизмов охраны окружающей среды в Исландии. Официально с 2008 года на территории Исландии насчитывается 3 национальных парка (парки Йёкульсаурглювур и Скафтафедль вошли в состав парка Ватнайёкюдль — самого большого национального парка в Европе).
| Название парка    | Дата | Площадь, га | Описание | Карта                                                  | Фото |
| ----------------- | ---- | ----------- | --- | ------------------------------------------------------ | ---- |
| Йёкульсаурглювур  | 1973 | 15 000      | Север Исландии С 2008 года является частью национального парка Ватнайёкюдль | Список национальных парков Исландии (Исландия) · Точка |      |
| Скафтафедль       | 1967 | 480 000     | Юг Исландии С 2008 года является частью национального парка Ватнайёкюдль | Список национальных парков Исландии (Исландия) · Точка |      |
| Снайфедльсйёкюдль | 2001 | 17 000      | Запад Исландии | Список национальных парков Исландии (Исландия) · Точка |      |
| Ватнайёкюдль      | 2008 | 1 200 000   | Располагается с юга на север Исландии Самый большой национальный парк Европы, занимает 1/8 часть Исландии Охватывает области ледника Ватнайёкюдль и бывших национальных парков Йёкульсаурглювур и Скафтафедль | Список национальных парков Исландии (Исландия) · Точка |      |
| Тингветлир        | 1928 | 5 000       | Юго-Восток Исландии | Список национальных парков Исландии (Исландия) · Точка |      |
| Общая площадь:    |      | 1 222 000   | |                                                        |      |